# Teddy (cheval)
Pour les articles homonymes, voir Teddy.
Teddy (1913-1936) est un cheval de course pur-sang anglais, l'un des étalons les plus influents du XXe siècle.  

## Carrière de courses
Né et élevé au Haras de Jardy par Edmond Blanc, Teddy est vendu pour une somme modique, 5 400 Francs, à Jefferson Davis Cohn (le filleul de Jefferson Davis, président des États confédérés pendant la guerre civile américaine) et ses associés, qui sont de ces propriétaires américains ayant afflué en Europe à la suite de l'interdiction en 1908 des paris dans certains états, dont celui de New York. Sa carrière de course est largement perturbée par la Première Guerre mondiale qui éclate alors qu'il est yearling. L'Espagne étant neutre dans le conflit, la construction d'un hippodrome à San Sebastián y a été décidée en 1915 pour pallier l'arrêt des courses françaises. Construit à la hâte entre février et juin 1916, il est officiellement inauguré l'année suivante, le 2 juillet, à l'occasion du Gran Premio San Sebastian. C'est dans cette course que Teddy se fait un nom, lui qui a débuté quelques jours plus tôt sur cette même piste. Il enchaîne avec le St Leger et termine troisième de la Copa d'Oro del Rey. 
À l'été 1916, les courses reprennent en France, mais sous des conditions drastiques : exclusivement en semaine, le matin, sans entrées payantes, sans public et sans paris. Les hippodromes parisiens étant réquisitionnés, trois hippodromes de province sont choisis : Caen, Moulins dans l'Alier et Mont de Marsan. C'est donc à Moulins que Teddy fait ses débuts français. Débuts victorieux, confirmés par un succès dans le Prix Darney (qui fait office de Prix Lupin), qui font de lui le favori d'un Prix des 3 ans qui fait office de substitut automnal au Prix du Jockey Club. Teddy s'impose sans coup férir, et se voit consacré meilleur 3 ans français, et ce même s'il conclut son année par une défaite dans un Prix de l'Élevage disputé à Mont de Marsan. On ne reverra qu'une fois Teddy en piste, l'année suivante, le temps d'une victoire dans le Prix des Sablonnières à Chantilly. À la suite de quoi il prend le chemin du haras.  

### Résumé de carrière
| Date         | Hippodrome     | Pays        | Course                    | Distance    | Jockey      | Place       | Vainqueur ou deuxième |
|              | 1916, 3 ans    | 1916, 3 ans | 1916, 3 ans               | 1916, 3 ans | 1916, 3 ans | 1916, 3 ans | 1916, 3 ans           |
| ------------ | -------------- | ----------- | ------------------------- | ----------- | ----------- | ----------- | --------------------- |
| Juin         | San Sebastián  | Espagne     | Maiden                    |             | R. Stokes   | 1er         |                       |
| 2 juillet    | San Sebastián  | Espagne     | Gran Premio San Sebastián | 2 400 m     | R. Stokes   | 1er / 25    | Spirt                 |
| 17 septembre | San Sebastián  | Espagne     | St. Leger Espagnol        | 2 500 m     | G. Stern    | 1er / 4     |                       |
| 24 septembre | San Sebastián  | Espagne     | Copa d'Oro del Rey        | 2 400 m     | G. Stern    | 3e          | Rabanito              |
| 3 octobre    | Moulins        | France      | Prix Darbonnay            | 2 200 m     | G. Stern    | 1er / 3     |                       |
| 5 octobre    | Moulins        | France      | Prix Darney               | 2 100 m     | G. Stern    | 1er         | Jus d’Orange          |
| 11 octobre   | Moulins        | France      | Prix des 3 ans            | 2 400 m     | G. Stern    | 1er         |                       |
| 31 octobre   | Mont de Marsan | France      | Prix de l'Élevage         | 2 600 m     | G. Stern    | 3e          | Antivari              |
|              | 1917, 4 ans    |             |                           |             |             |             |                       |
| Juin         | Chantilly      | France      | Prix des Sablonnières     | 2 000 m     | G. Stern    | 1er         | La Farina             |

## Au haras

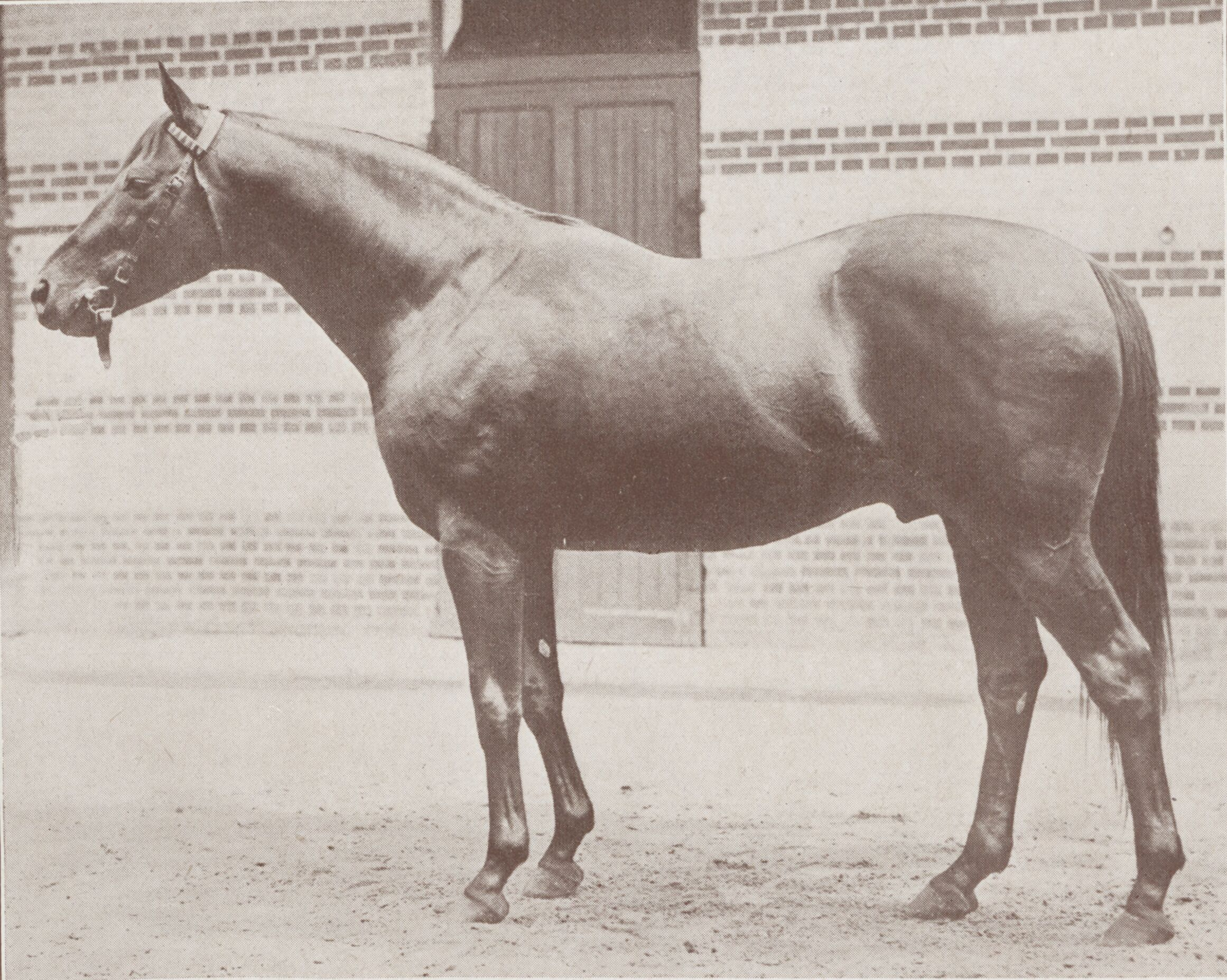
Teddy au haras

Teddy devient étalon d'abord au haras de Fitz-James, ensuite au Haras du Bois-Roussel à Alençon, appartenant à son propriétaire. Le seul titre de tête de liste des étalons en France qu'il obtient en 1923 et les 65 "stakes winners" (vainqueurs de courses principales) qu'il engendre ne disent rien de l'immense influence qu'il eut au stud, des deux côtés de l'Atlantique, puisqu'il est importé en 1931 aux États-Unis et installé à Kentmere Farm en Virginie, et même partout dans le monde.  
Teddy est présent dans les pedigrees d'une multitude de champions notamment grâce à trois de ses rejetons français importés aux États-Unis : les grands étalons Sir Gallahad et Bull Dog (tous deux fruits de ses amours avec l'immense poulinière Plucky Liege, avec laquelle il eut sept produits), et la poulinière La Troienne. Parmi ses meilleurs produits, citons :  
- Sir Gallahad III : Poule d'Essai des Poulains, Prix Jacques Le Marois. Quatre fois tête de liste des étalons américains (1930, 1933, 1934, 1940) et surtout douze fois tête de liste des pères de mères (1939, 1943-1952, 1955). Père notamment de Gallant Fox ;
- Bull Dog : tête de liste des étalons américains (1943), et trois fois tête de liste des pères de mères (1953, 1954, 1956). Père notamment de Bull Lea, grand étalon qui a produit pas moins de sept membres du Hall of Fame des courses américaines, un record, parmi lesquels le grand Citation ;
- La Troienne : l'une des poulinières les plus influentes de l'histoire mondiale de l'élevage, mère, fait unique, de deux membres du Hall of Fame des courses américaines (Black Helen et Bimelech) et à la base d'une lignée qui va se perpétuer durant tout le siècle à venir et même au-delà. En 2020, on dénombrait dans sa descendance (uniquement en lignée maternelle), plus de 800 vainqueurs de stakes et 30 champions ;
- Ortello : Prix de l'Arc de Triomphe, Derby Italiano, Gran Premio d'Italia, Gran Premio di Milano. Six fois tête de liste des étalons en Italie (1937, 1939, 1940, 1941, 1942, 1944) ;
- Asterus : Poule d'Essai des Poulains, Champion Stakes. Six fois tête de liste des pères de mères en Angleterre et en Irlande (1943-1948), père notamment de la grande poulinière Astronomie, mère de Caracalla et Marsyas ;
- Marguerite de Valois, mère de Hostility (Acorn Stakes) et aïeule maternelle des champions américains Fappiano, Ogygian et Quiet Qmerican ;
- Anna Bolena : Poule d'Essai des Pouliches, mère de Mary Tudor (Poule d'Essai des Pouliches, Prix d'Harcourt, Prix Vermeille), elle-même du Derby-winner Owen Tudor, à son tour bon étalon (père des cracks Abernant et Tudor Minstrel) ;
- Cœur à Cœur, deuxième mère de Djebel ;
- Assignation, quatrième mère de Secretariat ;
- Sun Teddy, étalon dont la descendance mâle passe par les cracks Sword Dancer et Damascus ;
- Case Ace, père notamment de Ace Card (d'où One Count, cheval de l'année 1952) et de Raise You, la mère de Raise a Native, étalon ultra influent (père de Mr. Prospector, Alydar, Majestic Prince, ou encore Exclusive Native, le père de Affirmed) ;
- Rose of England : Oaks, mère de Chulmleigh (St. Leger).

Teddy meurt en 1936 d'une crise de coliques.

## Origines
Teddy est un fils de l'étalon d'Edmond Blanc Ajax, le premier fils du célèbre Flying Fox à faire la monte. Ajax demeura invaincu tout au long de sa brève carrière (cinq courses), passa par le Prix du Jockey Club et le Grand Prix de Paris. Rondeau, la mère de Teddy, avait coûté 105 000 Francs (soit vingt-et-une fois plus que son fils quelques années plus tard) lors des ventes de Newmarket. Elle avait alors 6 ans et se prévalait d'un joli palmarès bâti notamment dans les meilleurs courses pour 2 ans. 

### Pedigree
| Origines de Teddy (FR), mâle bai né en 1913 | Origines de Teddy (FR), mâle bai né en 1913 | Origines de Teddy (FR), mâle bai né en 1913 | Origines de Teddy (FR), mâle bai né en 1913 |
| ------------------------------------------- | ------------------------------------------- | ------------------------------------------- | ------------------------------------------- |
| Père Ajax b. 1901                           | Flying Fox b. 1896                          | Orme b. 1889                                | Ormonde                                     |
| Père Ajax b. 1901                           | Flying Fox b. 1896                          | Orme b. 1889                                | Angelica                                    |
| Père Ajax b. 1901                           | Flying Fox b. 1896                          | Vampire br. 1889                            | Galopin                                     |
| Père Ajax b. 1901                           | Flying Fox b. 1896                          | Vampire br. 1889                            | Irony                                       |
| Père Ajax b. 1901                           | Amie b. 1893                                | Clamart ch. 1888                            | Saumur                                      |
| Père Ajax b. 1901                           | Amie b. 1893                                | Clamart ch. 1888                            | Princess Catherine                          |
| Père Ajax b. 1901                           | Amie b. 1893                                | Alice b./br. 1887                           | Wellingtonia                                |
| Père Ajax b. 1901                           | Amie b. 1893                                | Alice b./br. 1887                           | Asta                                        |
| Mère Rondeau b. 1900                        | Bay Ronald b. 1893                          | Hampton b. 1872                             | Lord Clifden                                |
| Mère Rondeau b. 1900                        | Bay Ronald b. 1893                          | Hampton b. 1872                             | Lady Langden                                |
| Mère Rondeau b. 1900                        | Bay Ronald b. 1893                          | Black Duchess br. 1886                      | Galliard                                    |
| Mère Rondeau b. 1900                        | Bay Ronald b. 1893                          | Black Duchess br. 1886                      | Black Corrie                                |
| Mère Rondeau b. 1900                        | Doremi ch. 1894                             | Bend Or ch. 1877                            | Doncaster                                   |
| Mère Rondeau b. 1900                        | Doremi ch. 1894                             | Bend Or ch. 1877                            | Rouge Rose                                  |
| Mère Rondeau b. 1900                        | Doremi ch. 1894                             | Lady Emily b. 1879                          | Macaroni                                    |
| Mère Rondeau b. 1900                        | Doremi ch. 1894                             | Lady Emily b. 1879                          | May Queen (famille 2-n)                     |